# Sporelli
Sporelli – meksykańskie przedsiębiorstwo produkujące odzież sportową z siedzibą w Guadalajarze (Jalisco).
Prezesem firmy jest Alberto Martínez Barone, były właściciel przedsiębiorstwa odzieżowego Atlética. W 2023 roku Sporelli posiadał sześć sklepów stacjonarnych: po jednym w Guadalajarze i San Miguel el Alto (Jalisco), dwa w Ciudad Juárez (Chihuahua) i dwa w San Luis Potosí (San Luis Potosí).
Siostrzaną marką Sporelli jest Carrara, również należąca do Alberto Martíneza Barone.

## Kluby

### Aktualne
- FC Juárez (od 2021)[6]
- Club Universidad de Guadalajara (od 2021)[2]
- Atlético San Luis (od 2022)[7]
- Tepatitlán FC (od 2022)[8]

### Byłe
- CD Zap (2021–2022)[9]